# Успение Богородично (Макриница)
„Успение Богородично“ или Макринишкият манастир (на гръцки: Μονή Μακρινιντίσσης) е манастир в Макриница, Волоско, Гърция. 
Манастирът е основан от тесалийския византийски магнат Константин Малиасен от Деметриада малко преди 1215 г. на планината Дронго в областта Дрянубайна, според историческите извори.  Манастирският ктитор Константин Малиасен е пансеваст и родоначалник на Малиасените, а съвременната просопография свързва предците му с Комнините и Анна Комнина и съпруга ѝ Никифор Вриений. 
След разцвета си през XIII век, историческите извори мълчат напълно за манастира през следващите XIV-XVII век. Някъде след 1700 г. манастирът, вероятно включително с католикона, е претърпял значителни щети поради свлачища. През 1743 г. двуетажният параклис „Свети Никола“ и „Вси светии“ югозападно от католикона е преустроен. Сегашната манастирска църква е издигната през 1767 г. на мястото на стария разрушен католикон. 
Манастирът "Иларион" в Алмирос е издигнат като метох на Макранишкия манастир.